# 萨索费尔特廖
萨索费尔特廖（義大利語：Sassofeltrio），是意大利里米尼省的一个市镇。总面积20.87平方公里，人口1388人，人口密度66.5人/平方公里（2008年）。ISTAT代码为041060。
2021年6月17日，该市镇脱离佩薩羅和烏爾比諾省并加入里米尼省。

## 友好城市
- 義大利卡德尔佐内